# فستوكة
الفَستوكة أو الهَشِيْميَّة أو العِكْرِش جنس نباتي يتبع الفصيلة النجيلية ويضم حوالي 300 نوع من الأعشاب المعمرة، موطن عشرات منها المغرب العربي بينما ينتشر عدد أقل في المشرق العربي. تضم الفستوكة عددًا من محاصيل العلف المهمة مثل الفستوكة القصبية، خصوصاً بعد التغلب على مشكلة النابوت الداخلي الذي كان يسبب مشاكل لدى الحيوانات التي تقتات على النباتات المصابة بهذا الفطر.

## من أنواع الفستوكةالواطنةفيالوطن العربي
- الفستوكة الإسطنبولية (باللاتينية: Festuca callieri) في بلاد الشام وتركيا واليونان والبلقان والقوقاز
- فستوكة أطراف الأطلس (باللاتينية: Festuca atlantigena) في المغرب العربي
- الفستوكة الأطلسية (باللاتينية: Festuca atlantica) في المغرب العربي
- فستوكة أمبرجيه (باللاتينية: Festuca embergeri) في المغرب العربي
- الفستوكة الأنيقة (باللاتينية: Festuca elegans) في المغرب العربي وإسبانيا والبرتغال
- الفستوكة الأيبيرية (باللاتينية: Festuca iberica) في المغرب العربي وإسبانيا وفرنسا
- الفستوكة الباردة (باللاتينية: Festuca frigida) في المغرب العربي وإسبانيا
- الفستوكة البرية (باللاتينية: Festuca sauvagei) في المغرب العربي
- الفستوكة الجرجرية (باللاتينية: Festuca djurdjurae) في المغرب العربي
- الفستوكة الجزائرية (باللاتينية: Festuca algeriensis) في المغرب العربي
- الفستوكة الحمراء (باللاتينية: Festuca rubra) في بلاد الشام والمغرب العربي وأوروبا
- فستوكة حوض المتوسط (باللاتينية: Festuca circummediterranea) في بلاد الشام والمغرب العربي
- الفستوكة الديريسية (باللاتينية: Festuca dyris) في المغرب العربي
- فستوكة رومو (باللاتينية: Festuca romoi) في المغرب العربي
- الفستوكة الريفية (باللاتينية: Festuca rifana) في المغرب العربي
- الفستوكة شعرية الأوراق (باللاتينية: Festuca capillifolia) في المغرب العربي وإسبانيا
- الفستوكة الصحراوية (باللاتينية: Festuca deserti) في المغرب العربي
- الفستوكة صنوبرية الأوراق (باللاتينية: Festuca pinifolia) في بلاد الشام وتركيا وسيناء
- الفستوكة العجيلية أو الفستوكة السورية (باللاتينية: Festuca ujhelyii) في بلاد الشام
- الفستوكة الغنمية (باللاتينية: Festuca ovina) في المغرب العربي ومعظم مناطق أوروبا
- فستوكة غوتييه (باللاتينية: Festuca gautieri) في المغرب العربي وبعض مناطق أوروبا
- الفستوكة الفقيرة (باللاتينية: Festuca indigesta) في المغرب العربي وألمانيا وفرنسا وإسبانيا
- فستوكة فونتكيري (باللاتينية: Festuca fontqueriana) في المغرب العربي
- الفستوكة الكبيرة (باللاتينية: Festuca ampla) في المغرب العربي وإسبانيا والبرتغال
- الفستوكة المحروقة (باللاتينية: Festuca ustulata) في بلاد الشام وتركيا وكريت
- الفستوكة المصقولة (باللاتينية: Festuca polita) في بلاد الشام واليونان وروسيا
- الفستوكة المطوية (باللاتينية: Festuca plicata) في المغرب العربي وإسبانيا
- الفستوكة المعسكرية (باللاتينية: Festuca maskerensis) في المغرب العربي
- الفستوكة المغربية أو الفستوكة النوميدية (باللاتينية: Festuca numidica) في المغرب العربي
- الفستوكة مقوسة الأوراق (باللاتينية: Festuca incurvatifolia) في المغرب العربي
- فستوكة مير (باللاتينية: Schedonorus mairei) في المغرب العربي
- الفستوكة النيصية (باللاتينية: Festuca hystrix) في المغرب العربي وإسبانيا
- فستوكة همبير (باللاتينية: Festuca humbertii) في المغرب العربي

## من أنواع الفستوكة غير الموجودة في الوطن العربي
- الفستوكة الأريزونية (باللاتينية: Festuca arizonica)
- الفستوكة الأضنية (باللاتينية: Festuca adanensis) في تركيا وسلوفاكيا
- فستوكة أعالي البرانس (باللاتينية: Festuca altopyrenaica) في فرنسا وإسبانيا
- الفستوكة الألبية (باللاتينية: Festuca alpina) في غرب أوروبا
- الفستوكة الأناضولية (باللاتينية: Festuca anatolica) في تركيا
- فستوكة إيداهو (باللاتينية: Festuca idahoensis) في شمال غرب الولايات المتحدة
- الفستوكة البرانسية (باللاتينية: Festuca pyrenaica) في فرنسا وإسبانيا
- الفستوكة الجلدية (باللاتينية: Festuca rupicola)
- الفستوكة الجليدية (باللاتينية: Festuca glacialis)
- الفستوكة الخشنة (باللاتينية: Festuca scabrella)
- الفستوكة الخضراء (باللاتينية: Festuca viridula)
- الفستوكة رباعية الأزهار (باللاتينية: Festuca quadriflora)
- الفستوكة رقيقة الأوراق (باللاتينية: Festuca tenuifolia)
- الفستوكة الرمادية (باللاتينية: Festuca glauca)
- الفستوكة العالية (باللاتينية: Festuca altissima)
- الفستوكة القصبية (باللاتينية: Festuca arundinacea)
- الفستوكة الكاليفورنية (باللاتينية: Festuca californica)
- الفستوكة الغربية (باللاتينية: Festuca occidentalis)
- الفستوكة متباينة الأوراق (باللاتينية: Festuca heterophylla)
- الفستوكة المدببة (باللاتينية: Festuca acuminata) في بعض مناطق أوروبا
- فستوكة المرتفعات (باللاتينية: Festuca altaica)
- الفستوكة المزروعة (باللاتينية: Festuca sativa)
- الفستوكة المزينة (باللاتينية: Festuca picturata)
- الفستوكة المستلقية (باللاتينية: Festuca supina)
- الفستوكة المعنقدة(باللاتينية: Festuca amethystina)
- الفستوكة الملتحية (باللاتينية: Festuca subulata)
- الفستوكة المنتشرة (باللاتينية: Festuca diffusa)
- الفستوكة المنخفضة (باللاتينية: Festuca caesia)
- الفستوكة المنقبضة (باللاتينية: Festuca contracta)
- الفستوكة النقطية (باللاتينية: Festuca punctoria)
- الفستوكة الهوائية (باللاتينية: Festuca airoides) في تركيا وبعض مناطق أوروبا

## أنواع قد تدخل تحت أجناس أخرى

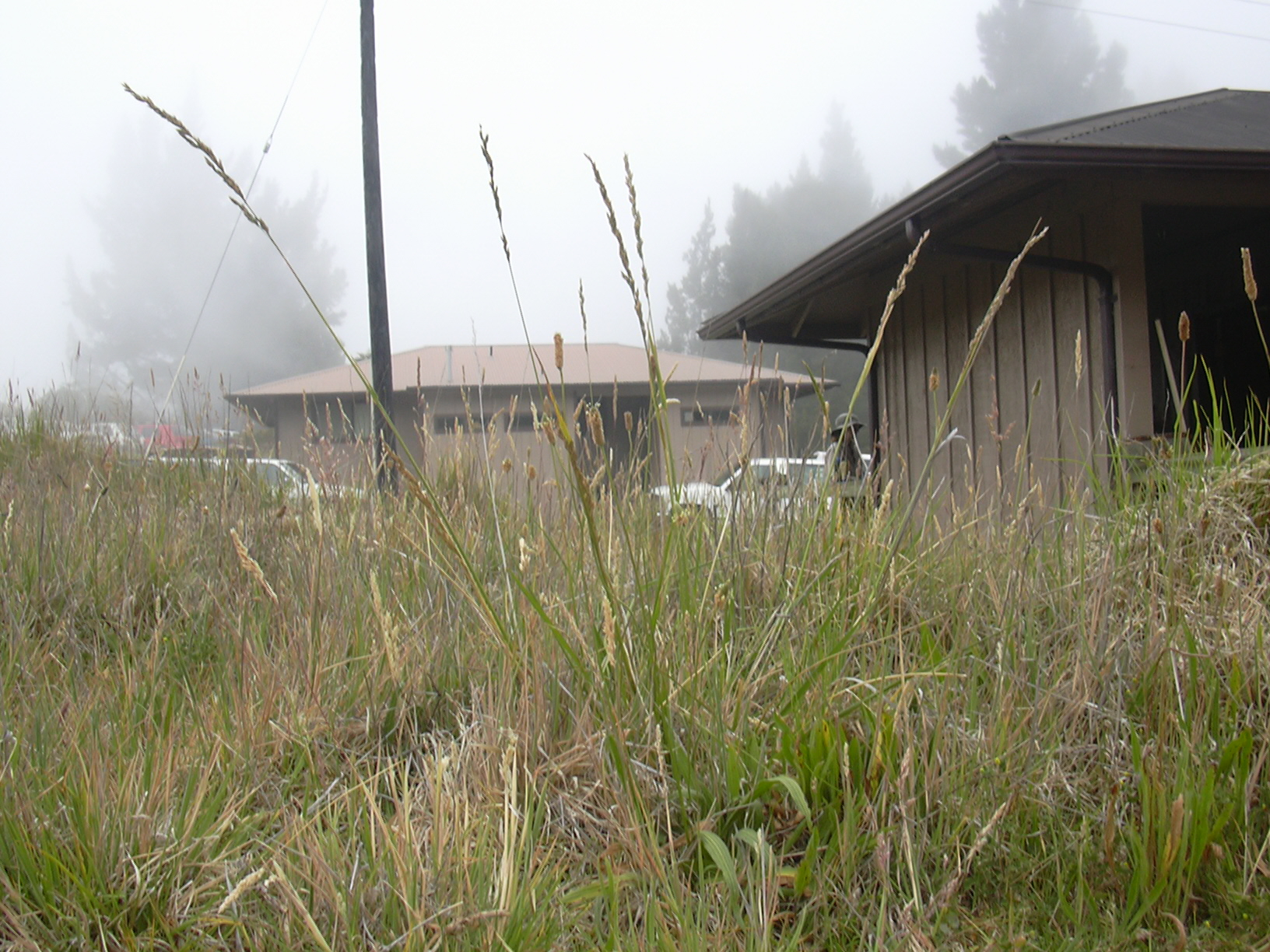
نبات الفستوكة القصبية

- الفستوكة العملاقة (باللاتينية: Festuca gigantea)
- الفستوكة المرجية (باللاتينية: Festuca pratensis)